# Diogmites contortus
Diogmites contortus là một loài ruồi trong họ Asilidae. Diogmites contortus được Bromley miêu tả năm 1936. Loài này phân bố ở vùng Tân Bắc giới.